# Jason Sudeikis
Daniel Jason Sudeikis (/sᵿˈdeɪkɪs/ sə-DIA-kis; Fairfax, Virgínia, 18 de setembre de 1975) és un actor, comediant, guionista i actor de veu estatunidenc. Va començar la seva carrera amb improvisació teatral. L'any 2003, va ser contractat com a escriptor de croquis per Saturday Night Live i va esdevenir membre de repartiment de 2005 a 2013. Ha aparegut a la televisió a 30 Rock, The Cleveland Show, Eastbound & Avall, i altres espectacles. És també sabut per les seves funcions en el Passi de Sala de les pel·lícules (2011), Caps Horribles (2011), Èpica (2013), We're the Millers (2013), i Com matar el teu cap 2 (2014).

## Biografia
La seva mare, Kathryn (Wendt), era anteriorment un agent de viatge a Brennco i era president de la Societat estatunidenca d'Agents de Viatge. El seu pare, Daniel Joseph Sudeikis, és un vicepresident de desenvolupament empresarial. El seu oncle (el germà de la mare) és actor George Wendt, qui és més sabut per la seva funció mentre Norma Peterson damunt Aclama, i el pare de la seva àvia maternal era fotògraf Tom Howard. Sudeikis és descendent lituà i irlandès en el costat del seu pare, i alemany i irlandès en la seva mare.
Com a nen, Sudeikis es va moure amb la seva família a Overland Park (Kansas), el qual ha descrit com el seu hometown. Va assistir a Brookridge Escola Elemental abans de transferir a Creu Sagrada Escola catòlica; tots dos són localitzats en Overland Parc. Va començar institut al Jesuit Rockhurst Institut dins 1990, més tard transferint a Shawnee Missió Institut De l'oest.
Sudeikis ocasionalment va fer sketches de Kansas dins Saturday Night Live. És també un aficionat als Kansas Jayhawks i ha treballat temes de la universitat de Kansas, ubicacions a diversos sketches a SNL.
Sudeikis va començar a actuar a ComedySportz (ara Comedy City) dins Ciutat de Kansas. Després de moures a Chicago, Sudeikis estudià al Annoyance Theatre, on va ser un dels membres en fundar de l'equip de forma llarga J.T.S. Brown.

### Saturday Night Live
Dins 2003, mentre un intèrpret regular a Second City Las Vegas, Sudeikis va ser contractat com a escriptor de sketches per Saturday Night Live, i ocasionalment va fer aparicions davant l'audiència o extres. Dins maig 2005, esdevingué un membre presentat en l'espectacle, i era part del repertori a principis de la 32a estació de l'espectacle damunt 30 de setembre de 2006. Dins juliol 2013, Sudeikis va anunciar que deixava Saturday Night Live.

### Altres Aparicions
Sudeikis apareix al videoclip de la cançó "Hopeless Wanderer" del grup britànic Mumford & Sons, interpretant al vocalista principal del grup (Marcus Mumford).

## Filmografia

### Cinema
- 2007: The Ten: Tony Contiella
- 2007: Watching the Detectives: Jonathan
- 2007: Bill de Bernie Goldmann i Melisa Wallack: Jim Whittman
- 2008: Semi-Pro
- 2008: What Happens in Vegas: Mason
- 2008: The Rocker: David Marshall
- 2008: Bang, Blow, and Stroke (vídeo): David Marshall
- 2010: El caça-recompenses: Stewart
- 2010: Salvant les distàncies (Going the Distance) de Nanette Burstein: « Box »
- 2011: Hall Pass de Peter i Bobby Farrelly: Fred
- 2011: Horrible Bosses (Horrible Bosses) de Seth Gordon: Kurt Buckman
- 2011: A Good Old Fashioned Orgy, de Alex Gregory i Peter Huyck: Eric
- 2012: The Campaign de Jay Roach: Mitch
- 2013: Movie 43 de James Duffy: el fals Batman, esquetx Super Hero Speed Dating
- 2013: Drinking Buddies de Joe Swanberg: Gene Dentler
- 2014: Com matar el teu cap 2 de Sean Anders: Kurt Buckman
- 2015: Mai entre amics: Jake
- 2015: Tumbledown de Sean Mewshaw: Andrew McDonnell
- 2016: Masterminds de Jared Hess: Mike McKinney
- 2016: Feliç festa de les mares de Garry Marshall: Bradley
- 2016: L'heroi de Berlín (Race) de Stephen Hopkins: Larry Snyder
- 2017: Colossal de Nacho Vigalondo: Oscar
- 2017: Permís de Brian Crano: Glenn
- 2017: Downsizing d'Alexander Payne: Dave Johnson
- 2017: Kodachrome: Matt Ryder
- 2018: Driven: Jim Hoffman
- 2018: Next Gen: Justin Pin, veu
- 2019: Booksmart: Director Jordan Brown
- 2019: The Angry Birds Movie 2: Red, veu
- N/S: El Tonto

### Televisió
- 1998: Alien Avengers II (TV): Chester
- 2003: Saturday Night Live (TV): (168 episodis, 2003-2013)
- 2007: 30 Rock (sèrie TV): Floyd (13 episodis, 2007-2008)
- 2007: Wainy Days (sèrie TV): Handsome David (1 episodi)
- 2008: Saturday Night Live: Weekend Update Thursday (sèrie TV): Mark Ladue / Todd Palin / Basketball Player / Variat / Glenn Beck / Roger Baines (5 episodis, 2008-2009)
- 2008: Childrens Hospital (sèrie de televisió): Dr. Robert 'Bobby' Fiscus (8 episodis)
- 2015: The Last Man Es Earth (sèrie de televisió): Mike Miller (12 episodis)
- 2020- : Ted Lasso (sèrie de televisió): Ted Lasso (22 episodis)